# Gríbkovo
Gríbkovo (en rus: Грибково) és un poble de l'óblast de Vladímir, a Rússia, segons el cens del 2012 tenia 55 habitants. Pertany al districte municipal de Múrom.